# HTV-7
HTV-7 (inna nazwa Kounotori 7) – misja statku transportowego H-II Transfer Vehicle (HTV), wykonana przez JAXA w celu zaopatrzenia Międzynarodowej Stacji Kosmicznej.